# 조슈파라
조슈파라(페르시아어: جوشپره), 추치바라(우즈베크어: chuchvara), 취치파라(키르기스어: чүчпара), 최취래(위구르어: چۆچۈرە), 투슈파라(카자흐어: тұшпара), 투슈베라(타지크어: тушбера), 뒤슈베레(아제르바이잔어: düşbərə), 시슈바라크(아랍어: شيشبرك), 또는 슈슈바라크(아랍어: شُشْبَرَك)는 중앙아시아와 중동의 소를 넣은 피 요리이다.

## 어원
페르시아어 "조슈파라(جوشپره)"가 어원이다. 이는 "끓이다"를 뜻하는 "조시(جوش)"와 뜻이 불분명하지만 "조각"을 뜻한다고 추측되는 "파라(پاره)"의 합성어이다.

## 같이 보기
- 펠메니
- 소를 넣은 음식 목록